# Anakinra
Anakinra (Handelsname Kineret) ist ein humaner Interleukin-1 Rezeptorantagonist (r-metHuIL-1ra), der in Escherichia coli-Zellen durch rekombinante DNA-Technologie hergestellt wird. Interleukin-1 (IL-1) ist ein entzündungsfördernder Botenstoff, der bei Patienten mit autoinflammatorischen, rheumatologischen Erkrankungen vermehrt vorkommt und zur Gruppe der Zytokine gehört.

## Klinische Angaben

### Anwendungsgebiete (Indikationen)
Der Wirkstoff ist in Europa für die Behandlung der rheumatoiden Arthritis (RA), der Cryopyrin-assoziierten periodischen Syndrome (CAPS) und des Still-Syndroms einschließlich der kindlichen Form (Systemische Juvenile Idiopathische Arthritis, SJIA) und des Still-Syndroms des Erwachsenen (Adult-Onset Still’s Disease, AoSD) zugelassen.
Bei der rheumatoiden Arthritis kann Methotrexat mit Anakinra kombiniert werden, wenn Erwachsene im Rahmen der Therapie auf Methotrexat alleine unzureichend ansprechen.
Bei CAPS wird Kineret bei Patienten im Alter von acht Monaten oder älter mit einem Körpergewicht von mindestens zehn Kilogramm angewendet. Zu CAPS zählen das Familiäre autoinflammatorische Kältesyndrom (FCAS, engl. Familial cold autoinflammatory syndrome), das Muckle-Wells-Syndrom (MWS) und NOMID (engl. Neonatal onset multisystem inflammatory disease) bzw. CINCA (Chronisch-infantiles-neurologisch-cutan-artikuläres Syndrom).
Bzgl. des Still-Syndroms können Erkrankte ab acht Monaten und mindestens zehn Kilogramm Körpergewicht, die eine moderate bis hohe Krankheitsaktivität mit aktiven systemischen Symptomen aufweisen, mit Anakinra therapiert werden – ebenso wie Patienten, bei denen die Behandlung mit nichtsteroidalen Antirheumatika (NSAR) oder Glukokortikoiden zu keiner Besserung führte. Kineret kann zudem als Monotherapie oder in Kombination mit anderen entzündungshemmenden Arzneimitteln und basistherapeutischen DMARDs (engl. Disease-modifying anti-rheumatic drugs) angewendet werden.

### Dosierung und Art der Anwendung
Die Behandlung sollte von spezialisierten Ärzten, die über Erfahrung in der Diagnose und Behandlung von RA, CAPS bzw. des Still-Syndroms verfügen, eingeleitet und überwacht werden. Die Dosierung ist abhängig von der Indikation sowie Alter und Gewicht des Patienten.

### Anwendung während Schwangerschaft und Stillzeit
Anakinra wurde nicht bei Schwangeren untersucht. Die Anwendung von Anakinra während der Schwangerschaft und bei Frauen im gebärfähigen Alter, die nicht verhüten, wird nicht empfohlen. Es ist nicht bekannt, ob Anakinra bzw. Metabolite von Anakinra in die Muttermilch übertreten. Ein Risiko für das Neugeborene bzw. Das Kind im Mutterleib kann nicht ausgeschlossen werden. Das Stillen sollte während der Behandlung mit Anakinra unterbrochen werden.

### Unerwünschte Wirkungen (Nebenwirkungen)
Neben Daten aus Placebo-kontrollierten Studien an Patienten mit RA liegen Daten zu unerwünschten Ereignissen bei Patienten mit CAPS und Still-Syndrom vor.
Die Häufigkeitskategorien unerwünschter Nebenwirkungen sind nach folgender Konvention definiert: sehr häufig (≥ 1/10), häufig (≥ 1/100, < 1/10), gelegentlich (≥ 1/1.000, < 1/100), selten (≥ 1/10.000, < 1/1.000), sehr selten (< 1/10.000) und nicht bekannt (Häufigkeit auf Grundlage der verfügbaren Daten nicht abschätzbar).
Als sehr häufige Nebenwirkungen sind Reaktionen an der Einstichstelle, Kopfschmerzen oder ein erhöhter Cholesterinspiegel im Blut aufgeführt.
Häufige Nebenwirkungen sind Neutropenie (bei Patienten mit Neutropenie (Neutrophilenzahl < 1,5 × 109/l) sollte eine Behandlung mit Kineret nicht eingeleitet werden) und schwerwiegende Infektionen.
Gelegentliche Nebenwirkungen sind allergische Reaktionen.
Die Häufigkeit schwerer Nebenwirkungen und Infektionen bei der Behandlung mit Anakinra war in Studien vergleichbar mit der Häufigkeit in der Placebogruppe.

## Pharmakodynamische Eigenschaften

### Wirkmechanismus
Anakinra neutralisiert die biologische Aktivität von Interleukin-1α (IL-1α) und Interleukin-1β (IL-1β), indem es kompetitiv deren Bindung an den Interleukin-1-Rezeptor Typ 1 (oder kurz: IL1R1) hemmt. Interleukin-1 ist ein zentrales proinflammatorisches Zytokin, das als Mediator vieler zellulärer Antworten dient, einschließlich solcher, die bei Synovitis wesentlich sind.

### Pharmakodynamische Wirkungen
IL-1 findet sich im Plasma und der Synovialflüssigkeit von Patienten mit rheumatoider Arthritis. Eine Korrelation zwischen der IL-1-Konzentration im Plasma und der Aktivität der Erkrankung wurde berichtet. Anakinra hemmt in vitro die von IL-1 hervorgerufenen Reaktionen, einschließlich der Induktion von Stickstoffmonoxid und der Produktion von Prostaglandin E2 und/oder von Kollagenase durch Synovialzellen, Fibroblasten und Chondrozyten.
Bei den meisten Patienten mit CAPS wurden Spontanmutationen im CIAS1/NLRP3-Gen festgestellt. CIAS1/NLRP3 codiert für Cryopyrin, einen Bestandteil des Inflammasoms. Das aktivierte Inflammasom führt zu einer proteolytischen Reifung und Sekretion von IL-1β, das ein breites Wirkungsspektrum aufweist, z. B. eine systemische Entzündung. Unbehandelte CAPS-Patienten zeichnen sich durch erhöhte CRP-, SAA- und IL-6-Serumspiegel aus. Anakinra senkt die Akute-Phase-Proteine – weiterhin wurde auch ein Rückgang der IL-6-Expression beobachtet.
Neben den verschiedenen Graden der Arthritis zeichnet sich das Still-Syndrom auch durch systemische Entzündungsmerkmale wie intermittierendes Fieber, Hautausschlag, Hepatosplenomegalie, Serositis und erhöhte Akute-Phase-Reaktanten aus, die wiederum durch IL 1-Aktivität hervorgerufen werden. Systemisch verursacht IL-1 bekanntlich die über den Hypothalamus gesteuerte Fieberreaktion und fördert eine Hyperalgesie. Die Rolle von IL-1 beim Still-Syndrom wurde ex vivo und in Genexpressionsstudien nachgewiesen.

### Klinische Wirksamkeit und Sicherheit bei RA, CAPS und Still-Syndrom
Die Sicherheit und Wirksamkeit von Anakinra in Kombination mit Methotrexat wurde bei 1.790 RA-Patienten im Alter ≥ 18 Jahren mit unterschiedlichen Schweregraden der Erkrankung nachgewiesen.
Der Wirkstoff ist auch bei CAPS-Patienten mit unterschiedlichen Schweregraden der Erkrankung wirksam und sicher. In einer klinischen Studie mit 43 erwachsenen und pädiatrischen Patienten (36 Patienten im Alter von acht Monaten bis < 18 Jahre) mit schwerem CAPS (NOMID/CINCA bzw. MWS) wurde innerhalb von zehn Tagen nach Beginn der Behandlung bei allen Patienten eine klinische Reaktion auf Anakinra beobachtet, die bei fortgesetzter Verabreichung des Medikaments bis zu fünf Jahre anhielt.
Mehrere publizierte Studien belegen die die Sicherheit und Wirksamkeit beim Still-Syndrom:
- Eine randomisierte kontrollierte Studie mit 24 SJIA-Patienten, die bis zu ein Jahr lang mit Kineret behandelt wurden.[6]
- Eine prospektive, nicht kontrollierte Kohorten-Beobachtungsstudie mit 20 Patienten mit neu aufgetretener SJIA. Hier wurde nach fehlendem Ansprechen auf NSAR, aber vor einer Behandlung mit DMARD, systemischen Glukokortikoiden oder anderen biologischen Arzneimitteln Kineret als initiale Therapie angewendet. Die Behandlung führte bei 18 von 20 Patienten zu einer Normalisierung der Körpertemperatur. Nach einer Nachbeobachtung von einem Jahr zeigten 18 von 20 Patienten ein Ansprechen gemäß adaptierten ACR Pediatric 70-Kriterien, und 17 von 20 Patienten zeigten ein Ansprechen gemäß adaptierten ACR Pediatric 90-Kriterien sowie einen inaktiven Krankheitsstatus.[7]
- In einer 24-wöchigen multizentrischen, randomisierten, offenen Studie mit 22 Patienten mit einem Glukokortikoid-abhängigen, refraktären AoSD wurde die Sicherheit und Wirksamkeit versus DMARD beschrieben.[8]

### Wirksamkeit als Erstlinien-Medikament in Monotherapie beim juvenilen Still-Syndrom
In einer Single-Center-, prospektiven Studie gemäß einer Treat-to-Target-Strategie erhielten 51 Patienten mit neu einsetzender systemischer JIA und unbefriedigendem Ansprechen auf nicht-steroidale entzündungshemmende Medikamente Kineret als First-Line-Therapie. Ein kompletter Rückgang der Krankheit konnte im ersten Monat der Behandlung bei 55 Prozent der Betroffenen beobachtet werden und nach drei Monaten eine Remission bei 83 Prozent der Patienten. Während der dreijährigen Follow-up-Phase war die Erkrankung bei 95 Prozent der Patienten inaktiv, nach fünf Jahren waren 72 Prozent der Patienten in Remission ohne weitere Gabe des IL-1-Rezeptorantagonisten. Diese zielgerichtete Therapie erwies sich als hocheffektiv und führte zu einer frühen und anhaltenden inaktiven Erkrankung bei der Mehrheit der systemischen JIA-Patienten, reduzierte den Glukokortikoideinsatz stark und verhinderte die Entwicklung langfristiger krankheits- und therapiebedingter Schäden.

## Sonstige Informationen

### Chemische und pharmazeutische Informationen
Anakinra ist der Internationale Freiname für den N2–L–Methionyl–26–177–Interleukin–1–Rezeptorantagonisten. Anakinra ist eine auf die Aminosäuren 26–177 verkürzte und endständig L–methionylierte Isoform des humanen Interleukin–1–Rezeptorantagonisten und besitzt eine Sequenzlänge von 153 Aminosäuren, die Summenformel ist C759H1186N208O232S10 und die molare Masse beträgt 17,26 kDa.

### Produktion
Anakinra wird gentechnisch mit Hilfe des Mikroorganismus Escherichia coli hergestellt; es wurde 1989 von Synergen patentiert.

### Weitere Erkrankungen, die mit einer IL-1-Blockade behandelt werden können
Der Einsatz von Anakinra in folgenden Indikationen geht über die in Deutschland zugelassenen Indikationen hinaus.
- Erkrankungen von Knochen, Gelenken und  Muskeln

Ankylosierende Spondylitis, erosive Osteoarthritis der Hand, Chronisch rekurrierende multifokale Osteomyelitis (CRMO, Knochenrheuma), traumatische Knieverletzungen
- Erbliche systemische autoinflammatorische Erkrankungen

Familiäres Mittelmeerfieber (FMF), TNF-Rezeptor-assoziiertes periodisches Syndrom (TRAPS), Hyper-IgD-Syndrom (HIDS), pyogene Arthritis, Pyoderma gangraenosum und Akne (PAPA-Syndrom), Defizienz des IL-1-Rezeptorantagonisten (DIRA)
- Systemische inflammatorische Erkrankungen

Schnitzler-Syndrom, Morbus Behçet, Synovitis, Akne, Pustulosis, Hyperostosis (SAPHO-) Syndrom, Makrophagen-Aktivierungssyndrom (MAS), Periodisches Fieber, aphthöse Stomatitis, Pharyngitis und Adenitis (PFAPA)
- Allgemeine entzündliche Erkrankungen

Gicht, Calciumpyrophosphatdihydrat (CPPD)-Kristallarthropathie (Chondrokalzinose), Diabetes-Typ-2, Hidradenitis suppurativa, pustulöse Psoriasis, neutrophile Dermatosen, systolische Herzinsuffizienz, trockene Augen (Sicca-Syndrom, Keratoconjunctivitis sicca)
- Zytokinsturm bei COVID-19

In mehreren Studien wird Anakinra bei Hochregulation von Interleukin IL-1α und IL-1β als Indikator eines einsetzenden Zytokinsturms als Inhibitor getestet, um dessen Folge, ein Multiorganversagen, zu unterdrücken. Die Gabe des Präparats gilt neben Tocilizumab als erfolgversprechend.

## Handelsnamen
Der Handelsname ist Kineret.